# Hypertensiologe
Ein Hypertensiologe ist ein Arzt mit einer Weiterbildung im Fachbereich Hypertension bzw. Hypertonie, der von der deutschen Hochdruckliga geschaffen wurde. Er behandelt Hypertoniker bzw. Personen mit Hypertonie.

## Geschichte

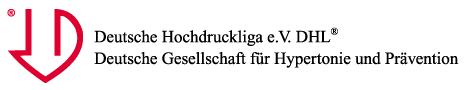
Logo der deutschen Hochdruckliga

Die Berufsbezeichnung des Hypertensiologen gibt es schon seit langer Zeit. Sie ist in den USA seit Jahrzehnten an eine zweijährige Ausbildung mit abschließender Prüfung gebunden. Erst im Jahre 2015 wurde der Begriff von der deutschen Hochdruckliga auch in Deutschland eingeführt. Seitdem haben in Deutschland über 4000 Ärzte die Berechtigung zum Führen dieser Bezeichnung erhalten.

## Ärztliches Berufsrecht
Der Begriff ist keine offizielle Berufsbezeichnung für Ärzte, die in den Berufsordnungen festgelegt ist, sondern wird nach den Regeln des ärztlichen Berufsrechts als ein spezieller Tätigkeitsschwerpunkt betrachtet, wie zum Beispiel in der Musterberufsordnung der deutschen Ärzte oder in den Berufsordnungen der Landesärztekammern.